# Đôi cánh tự do
Đôi cánh tự do (Tiếng Hindi: Udaan, tiếng Anh: Flight, fly - tạm dịch: Bay lên, bay lên - hay còn được biết đến với tên Udann Sapnon Ki) là một bộ phim truyền hình Ấn Độ được phát sóng tập đầu tiên vào ngày 14 tháng 8 năm 2014 trên kênh Colors TV  từ thứ 2 đến thứ 6 hàng tuần. Bộ phim được sản xuất bởi nhà làm phim Bollywood Mahesh Bhatt và được dựa theo bộ phim chưa được phát hành cùng tên của ông. Nữ diễn viên nhí Spandan Chaturvedi đảm nhận vai chính trong bộ phim. Quảng cáo giới thiệu chương trình đầu tiên được phát vào ngày 10 tháng 7 năm 2014.
Bộ phim được trình chiếu bằng tiếng Tamil với tên Poovizhi Vasalile trên kênh Raj TV, phát sóng từ thứ Hai đến thứ Sáu hàng tuần lúc 20:30. Bộ phim được lồng tiếng Telugu với tên Vasatham trên E TV, phát sóng từ thứ Hai đến thứ Bảy lúc 16:00. Với tiếng Sinhala, bộ phim có tên Dhoni, phát trên kênh Hiru TV lúc 18:30 từ thứ Hai đến thứ Sáu. Phim được phát lại với tên Sathi Aga Dhoni, vào thứ Bảy và Chủ nhật lúc 17:30 và tiếp tục được trình chiếu bằng tiếng Bengal với tên Resham Zhapi trên Colors Bangla.
Tại Việt Nam, bộ phim được phát sóng độc quyền trên kênh VTVcab5 - Echannel vào lúc 20:00 từ thứ 2 đến thứ 6 hàng tuần, bắt đầu từ 9/8/2017 đến 2/4/2020.
Đôi cánh tự do kể về những con người nô lệ ở các làng quê Ấn Độ.

## Cốt truyện
Lấy bối cảnh năm 1996 ở làng Azadganj, Đôi cánh tự do kể về những người nô lệ của một người giàu có, Kamal Narayan Rajvanshi (Bihadi). Chakor Lal Spandan Chaturvedi, được giữ làm nô lệ cho ông ta. Trong khi mẹ của Chakor Lal, Kasturi Bhuvan Lal Sai Deodhar đang mang thai thì cha của bà, Hariya mất vì tai nạn. Bhuvan không có gì để tổ chức cho đám tang khiến bà phải xin tiền của Kamal Narayan Rajvanshi. Vợ Bihadi, bà Tejaswini nói rằng họ có thể lấy đứa bé ra làm một vật thế chấp. Cặp vợ chồng đồng ý rằng đứa bé sẽ là nô lệ cho nhà Rajvanshi. Kasturi sinh ra 1 bé gái tên là Chakor Rajvanshi. Tejaswini cho phép họ đưa con về nhà 7 năm. Sau đó cô bé bắt buộc phải đến dinh thự để làm nô lệ.
Sau bảy năm, Chakor Lal đến dinh thự. Cô là một bé gái không sợ hãi, thông minh và tử tế. Trong dinh thự, cô gặp và kết bạn với Vivaan Rajvanshi. Với sự giúp đỡ của Vivaan, Chakor Lal thoát khỏi dinh thự nhưng Kasturi mang cô trở lại làm nô lệ. Được sự giúp đỡ của Ishwar Rawat,một thanh tra chính phủ, cô ước mơ về tự do. Ishwar yêu thương Chakor Lal như con gái mình và muốn cô được đến trường. Chakor Rajvanshi được đến trường, nơi Arjun Khanna (Vineet Raina), một huấn luyện viên thể dục, bước vào cuộc đời của Chakor Lal.
Ishwar cương quyết rằng, trên tất cả, Chakor phải được giáo dục. Cha của ông, Purshottam, cố gắng trả Chakor lại cho Rajvanshi. Chakor gặp Bhagya (Sheetal Pandya), con gái của Bihadi. Arjun và Bhagya yêu và lấy nhau. Ishwar chết trong một vụ nổ bom do Bihadi gây ra. Arjun đưa tới nhà của anh ấy ở thành phố.
Đây là một câu chuyện kinh điển về cái thiện thắng cái ác, được kể qua nhân vật chính Chakor - một cô bé lanh lợi và đáng yêu. Dù sinh ra trong gia đình có cha mẹ là những người lao động bị ràng buộc ở một ngôi làng nhỏ, Chakor là một cô bé phóng khoáng mà những rào cản xã hội không thể kìm hãm được. Cô đã có một tuổi thơ đầy kịch tính, khi bị "gán nợ" ngay từ khi còn trong bụng mẹ. Năm 7 tuổi, cô bị gửi đến làm người lao động bị ràng buộc cho tên địa chủ giàu có và độc ác Bhaiyaji. Nhưng Chakor táo bạo từ chối cam chịu số phận và đã đối đầu với Bhaiyaji quyền lực để phá vỡ xiềng xích và vươn tới ước mơ của mình.

### 10 năm sau - Giai đoạn Chakor Lal trưởng thành
Trong giai đoạn này, cô con gái mà Bihadi gọi là nữ thần kết hôn với Arjun và cô ấy dần thích nghi, Chakor sống cùng vợ chồng họ.Chakor trở thành một vận động viên điền kinh. Imli, em gái cô yêu Suraj (con trai của Binhadi) còn Chakor yêu Vivaan. Nhưng lúc này Imli vì quá yêu Suraj nên làm nô lệ hầu cận cho Suraj.Để giải thoát người Azadgunj khỏi Bihadi và Suraj, cô trở thành người dẫn chương trình. Trong đám cưới của cô và Tina (đối thủ chạy đua của Chakor) với Vivaan và Suraj, cô tráo đổi Tina với Imli, vì Imli đang mang thai con của Suraj. Nhưng Suraj đã phát hiện ra, anh kết hôn với Chakor và Vivaan lấy Imli. Ragini (đứa con của một người vợ khác của Bihadi - có quá khứ không tốt với Tejaswini) trở lại và giải thoát cho Bihadi. Sau một vài sự cố, Imli mất đi đứa con của mình, cô và Vivaan bắt đầu yêu nhau. Suraj và Chakor cũng vậy. Câu chuyện hiện tại nói về Vivaan tin rằng Imli đang mang thai con của Suraj một lần nữa và Suraj cố gắng đưa Chakor trở về cuộc sống của mình. Nhưng Vivaan cũng đã biết sự thật và chấp nhận đứa con của mình.Bihadi tẩy não dân làng và ép Suraj làm nô lệ cho ông ta -> Ông ta hành hạ, đầy đọa Suraj. Sau đó họ cùng nhau tìm nhiều cách chống trả lại Karmarayant (Bihadi).Ragini trốn khỏi dinh thự. Mặt khác, Bihadi đã lấy lại được trí nhớ và ông ta bắt đầu lập kế hoạch chống lại Chakor. Khi Suraj và Vivaan trở thành bạn bè theo kế hoạch của Chakor và Imli, Tejaswini trở lại dinh thự. Chakor nhận ra cái bẫy của Bihadi. Vì một số đứa trẻ đang bị giam giữ bởi ông ta, Vivaan biết cái bẫy của Bihadi. Anh nói với Suraj. Đầu tiên Suraj không tin Vivaan nhưng sau đó, Suraj cũng tin Vivaan và tức giận. Vivaan kiểm soát và khuyên Suraj, sau đó anh giải cứu những đúa trẻ. Chakor thả bẫy Bihadi với sự giúp đỡ của Vivaan. Suraj thông báo cho dân làng rằng Bihadi là kẻ xấu. Ông ta đã diễn xuất rất xuất sắc. Cả làng Azadwanj biết được bộ mặt thật của Bihadi. Bây giờ, Suraj, Chakor, Vivaan và Imli đang cùng nhau tận hưởng chuyến du lịch.

### 5 năm sau
Chakor được trả tự do và sốc khi biết sự thật về Imli. Cô đau lòng khi Suraj không nhận ra mình vì anh đã mất trí nhớ. Chakor thôi thúc dân làng đứng lên chống lại sự tàn ác của Imli và Ranvijay. Một ngày nọ, khi Ranvijay cố gắng giết Chakor, Suraj lấy lại ký ức và cứu Chakor. Họ tái hợp và cặp đôi có những khoảnh khắc lãng mạn bên nhau. Cuối cùng, Chakor mang thai con của Suraj và báo tin vui cho anh. Cả hai cùng lên kế hoạch vạch trần Imli và Ranvijay và cuối cùng đã thành công. Imli gặp tai nạn và được cho là đã chết.

### Sau 1,5 năm,
Chakor và Suraj đang sống hạnh phúc bên cô con gái bé bỏng Saanvi. Imli trở về và cố gắng chia rẽ mối quan hệ của họ. Chakor nghi ngờ Imli còn sống.
Vivaan cũng trở về, khiến cả Suraj và Chakor sốc vì họ tưởng anh đã chết 7 năm trước. Vivaan cũng tin rằng Imli còn sống, càng làm Chakor thêm nghi ngờ. Cuối cùng, họ tìm thấy Imli và nhốt cô ta vào một căn phòng. Tay buôn súng Yashwant cố gắng giết Suraj; khi Vivaan cản đường, Chakor vô tình bắn chết anh ta. Imli thề sẽ trả thù và bắt cóc Saanvi rồi giả chết. Suraj đổ lỗi cho Chakor về cái chết của Saanvi và cắt đứt quan hệ với cô. Suraj chuyển đến New York còn Chakor chuyển đến một thị trấn khác, trong khi Imli biến Saanvi thành lao động khổ sai.

### 7 năm sau đó
cả Chakor và Suraj trở về làng làm việc và gắn bó với Saanvi, người giờ đây được biết đến với cái tên Anjor, mà không hề hay biết rằng đó chính là con gái của họ. Cuối cùng, Imli nói cho họ sự thật và Suraj hối lỗi làm lành với Chakor và Saanvi. Suraj bị giết trong một vụ đánh bom, hậu quả của một cuộc tranh chấp chính trị. Chakor trả tiền cho Raghav Khanna, người giống hệt Suraj, để thế chỗ Suraj, thay vì nói sự thật cho Saanvi và gia đình. Imli trở nên tốt bụng và qua đời khi cứu mạng Chakor. Chakor bị bỏ tù 10 năm với những cáo buộc sai trái và Saanvi được một cặp vợ chồng giàu có nhận nuôi.

### 10 Năm sau
Chakor tìm lại con gái và cố gắng gần gũi với con bé. Cặp vợ chồng giàu có tìm cách chia cắt họ và giết chết Raghav, khiến Saanvi bỏ đi. Saanvi kết hôn với Sameer và họ chuyển đến Sitapur. Sameer bị Ranvijay, kẻ từng giúp đỡ Imli trước đây, giết hại dã man. Chakor và Saanvi cùng nhau trả thù và Ranvijay bị thiêu sống. Cuối cùng, Chakor trở về Azadganj trong khi Saanvi quyết định ở lại Sitapur.

## Phân vai

### Vai chính
- Meera Deosthale/Toral Rasputra vai Chakor Bhuvan Lai/ Chakor Suraj Rajvanshi/Chakor
- Vijayendra Kumeria vai Suraj Kamal Narayan Rajvanshi (lớn)/Raghav
- Sehban Azim vai Thanh tra Ajay Khurrana (Ak-47)
- Sai Ballal vai Kamal Narayan Rajvanshi/Bihadi
- Paras Arora vai Vivaan Manohar Narayan Rajvanshi (lớn)
- Vidhi Pandya vai Imli Bhuvan Lal (lớn)
- Tanya Sharma vai Anjie Stoff/Anjor (lớn)
- Gaurav Sareen vai Sameer

### Vai phụ & từng tham gia
- Diễn viên không rõ vai Hariya
- Vandana Singh vai Ragini Kamal Narayan Rajvanshi
- Sai Deodhar vai Kasturi Bhuvan Lal
- Paras Chabraia/Shresth Kumar vai Chagan Lakhan Singh
- Sunidhi Chauhan vai Gauri Singh
- Prachee Pathak vai Tejaswini Kamal Narayan Rajvanshi
- Ginnie Virdi vai Ranjana Kamal Narayan Rajvanshi / Ranjana Manohar Rajvanshi
- Rajiv Kumar vai Bhuvan Lal
- Diễn viên không rõ vai Lovely
- Prakash Ramchandani vai Laakhan Singh
- Varun Sharma vai Aditya Ishwar Rawat
- Vinny Arora vai Tina Raichand
- Vineet Raina vai Arjun Khanna
- Sheetal Pandya vai Bhagya Arjun Khanna
- Dolphin Dwivedi vai Abha Ishwar Rawat
- Jhuma Biswas vai Savitri Dadi
- Aryan Vaid vai Kabir
- Rishina Kandhari vai Vishakha
- Spandan Chaturvedi vai Chakor/Chunni (nhỏ)
- Yash Mistry vai Aditya Rawat (nhỏ)
- Wahib Kapadia vai Vivaan Rajvanshi (nhỏ)
- Sandeep Baswana vai Ishwar Rawat
- Apurv Jyotir/Darshan Gujrar vai Suraj Rajvanshi (nhỏ)
- Tasheen Shah vai Imli (nhỏ)
- Vaishnavvi Shukla vai Ragini Rajvanshi (nhỏ)
- Jineet Rath vai Om (nhỏ)
- Samriddi Yadav vai Anjor (nhỏ)
- Naveen Sharma vai Rakesh Deshmukh/Rocky
- Roma Bhali vai Vaibhavi Deshmukh
- Suhasini Mulay vai Shakuntala Rajvanshi
- Nisha Pareek vai Laali
- Amit Dolawat vai Mahesh Khanna
- Moni Rai vai Manohar Rajvanshi
- Deep Kaur vai Swarnaa Rawat
- Vijay Aidasani vai Samarithan Prabhakar Rawat
- Rishina Kandhari vai Vishaka
- Nishikant Dixit vai hiệu trưởng
- Shailesh Datar vai đầu bếp
- Chahat Tewani vai Pakhi
- Sandeep Nuval vai Shikoo
- Drisha Kalyani vai Paakhi Trivedi
- Diễn viên không rõ tên vai Girija
- Diễn viên không rõ tên vai Reema
- Drisha Kalyani vai Pakhi
- Minal Mogam vai Rajjo
- Keith Sequeira vai Karan Oberoi
- Diễn viên không rõ vai Abha
- Pratima Kazmi vai Rajeshwari Devi Singh
- Mukul Harish vai Vikram Singh
- Micckie Dudaaney vai Bachcha Pandey
- Manish Naggdev vai Akash Singh
- Không rõ là vai Amit Desai
- Không rõ là vai Nisar Bhai
- Không rõ là vai Prabhu
- Không rõ là vai Arvind Desai
- Không rõ là vai Bhawri Yadav
- Karan Mehat vai Damodar Chauhan
- Sanjai Gandhi vai Bhanu Pratap Singh
- Urvashi Dholakia vai Mohini
- Không rõ tên vai Lallan Singh
- Anurag Sharma vai Jatin Shroff
- Aarti Singh vai Poonam Shroff
- Barsha Chatterjee vai Jaya Sharma
- Digvijay Purohit vai Manoj Sharma
- Prachi Singh vai Vanshika Sharma
- Ashish Trivedi vai Prakash Ahuja
- Shantanu Verma vai Abhiraj Dixit
- Divya Bhatnagar vai Deepali Sharma Dixit
- Ahmad Harhash vai anh trai của Rohan Singh Rajjo
- Avisha Shahu vai Tuntun Jagabandhi
- Vikas Bhalla vai Ranvijay Singh
- Kiran Janjani vai Abhay Singhania
- Abhilash Choudhary vai Ankush
- Mahesh Thakur vai Yashwant Bedi
- Swati Kapoor vai Naina Bedi
- Kajal Pisal vai Kanchan Bedi
- Mohammad Nazim vai Gumaan Rajvanshi
- Abhishek Verma vai Mahendra Rajvanshi
- Sabina Jat vai Advocate Vaani Rajvanshi
- Aastha Singh vai Garima Rajvanshi
- Diễn viên không rõ vai Rohan Rajvanshi
- Diễn viên không rõ vai Narendra Rajvanshi
- Diễn viên không rõ vai Madhuri Rajvanshi
- Diễn viên không rõ vai Vatsala Rajvanshi
- Neeraj Pandey vai Keshav Kesho
- Komal Sharma vai Sugna Dave

### Khách mời chính diện và phản diện
- Vidya Balan
- Nawazuddin Siddiqui
- Ranveer Singh
- Salman Khan và Anushka Sharma
- Anushka Sharma và Shah Rukh Khan
- Helly Shah vai Swara Sanskaar Maheshwari
- Jigyasa Singh vai Thapki Bihaan Pandey Kumar
- Manish Goplani vai Bihaan Pandey Kumar
- Toral Rasputra vai Anandi Shiv Shekhar
- Gracy Goswami vai Nimboli/Nandini Shekhar
- Harshad Chopda vai Aditya Hooda
- Jennifer Winget vai Zoya Siddiqui
- Karan Wahi
- Krystle D'Souza
- Rohan Gandotra vai Parth Bhanushali
- Rashami Desai vai Shorvori Bhattacharya Bhanushali
- Jannat Zubair Rahmani vai Pankti Sharma
- Ritvik Arora vai Ahaan Dhanrajgir
- Silvia Navarro vai Người săn rắn trong Lễ hội Holi

## Kết hợp
- Cô dâu 8 tuổi
- Hai số phận
- Nàng bảo mẫu của anh